# Bavli
Huyện Bavli (tiếng Nga: ? райо́н) là một huyện hành chính tự quản (raion), của Tatarstan, Nga. Huyện có diện tích 2 km². Trung tâm của huyện đóng ở Bavli.